# 2,4,6-三甲氧基苯乙胺
2,4,6-三甲氧基苯乙胺（2,4,6-TMPEA）是一种苯乙胺类药物，化学式为C11H17NO3。 它最早于1954年被学术文献报道。在1991年，亚历山大·舒尔金在他的著作《PiHKAL》中提到了该物质，并称其对人体的活性在当时是未知的。它在2023年在俄罗斯作为策划药被发现。